# Sound Juicer
Sound Juicer é um aplicativo front-end para a biblioteca ripagem de CDs cdparanoia. Ele permite ao usuário extrair o áudio de CDs e convertê-los em arquivos de áudio que um computador pessoal ou tocador de áudio digital pode entender e tocar. Suporta ripagem de qualquer codec de áudio suportados pelo GStreamer plugin, como MP3 (via LAME), Ogg Vorbis, FLAC e uncompressed PCM formatos.
Sound Juicer é projetado para ser fácil de usar e trabalhar com pouca intervenção do usuário. Por exemplo, se seu computador está conectado à Internet, ele automaticamente tenta recuperar a informação da faixa do livremente disponíveis no serviço MusicBrainz. O Sound Juicer é livre e open source software é uma parte do ambiente oficial GNOME desktop a partir da versão 2.10.
Versões após 2.12 capatibilidade com tocando de CD.